# Península Nushagak

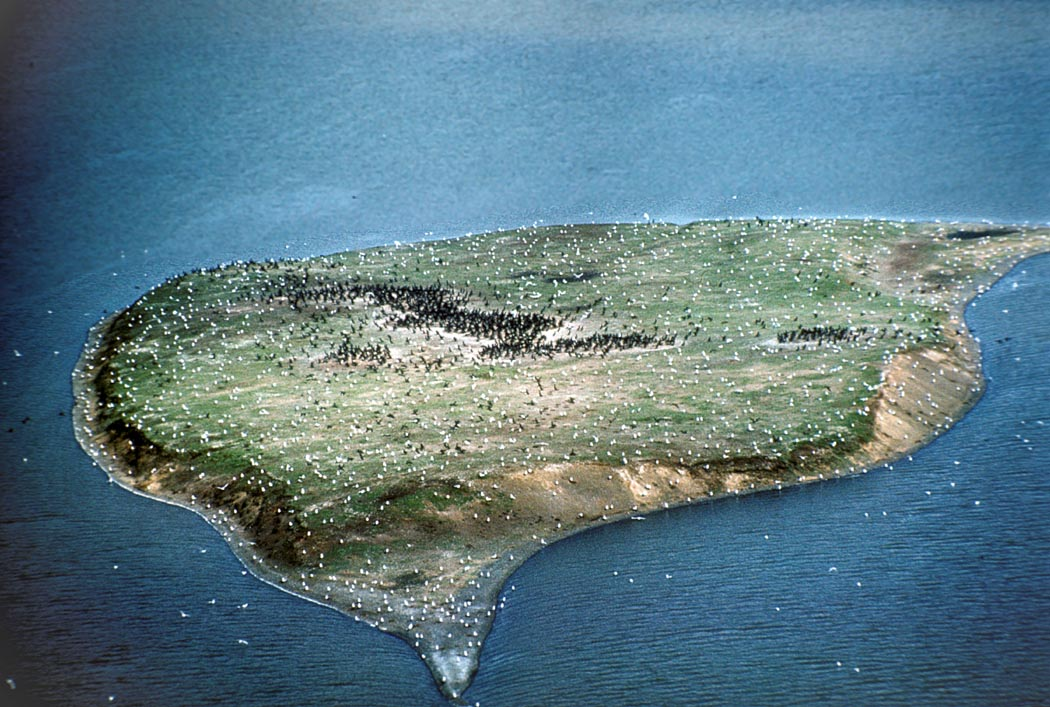
Isla frente a la costa de la península de Nushagak

La península Nushagak es una península de 56 kilómetros de largo por 24 kilómetros de ancho en el Estado de Alaska. Destaca por su gran población de gaviotas y no hay presencia humana. La península separa las bahías de Bristol y Nushagak. Hacia el sudeste está el cabo Constantine. El nombre de la península le fue dado a causa de la bahía homónima en 1910, por el U.S. Coast y el Geodetic Survey.
- Datos: Q2005468